# 杉山正雄
杉山 正雄（すぎやま まさお）は、日本のマーケター、YouTuber。ピップ株式会社のスポーツケア用品ブランド「プロ・フィッツ」担当者。Youtubeでのニックネームはやまお 。

## 概要
2010年、ピップ株式会社に入社した。メーカー営業としてトップの成績を収めた後、2018年マーケティング部に異動した。 2019年から同社で新規にスタートしたスポーツケア用品ブランド「プロ・フィッツ」のマーケティング担当に就任。 プロ・フィッツは伸縮テーピング市場において売上No.1（国内）、サポーター市場において売上No.2（国内）のシェアに成長した。
従来のマス広告によるマーケティングからSNSを活用したファンマーケティングに施策をシフトし、2021年7月にはランニング系Youtubeチャンネル「プロ・フィッツ」を開始した。 SNS施策全体を通じて「プロ・フィッツ」のターゲット内認知率（助成想起率）は33.9％に、使用ユーザーは2020年に比べ1.6倍に向上した（2023年11月時点） 。

## ランニング系Youtubeチャンネル「プロ・フィッツ」
Youtubeチャンネル「プロ・フィッツ」は、プロ・フィッツ担当者がマラソンに挑戦しながらランニングに関する情報を発信するチャンネル。ランニングコーチ・林貴裕の指導を受けながら、ランニングの基本からアスリートが行う練習方法まで、幅広くランニングのメソッドを配信している。杉山は「やまお」のニックネームで出演している。チャンネルのユニーク視聴者数は16.5万人、総再生回数は200万回（2023年12月16日時点） 。
杉山は元々はランニングが大嫌い で、マラソン企画が始まる前は2kmも走ることが出来なかったが、企画を通じて練習を積み重ね、フルマラソンでサブ3.5を達成するまでに成長した。 
現在の目標はフルマラソン3時間20分切り 。

### 自己記録
- 1000m - 3分27秒[11]
- 5000m - 21分37秒[12]
- 10000m - 43分00秒[13]
- ハーフマラソン - 1時間38分05秒[14]
- マラソン - 3時間29分06秒[15]

## 出演

### ラジオ
- 渋谷でRunTrip（2020年2月14日 渋谷のラジオ）[16]

### 雑誌
- 宣伝会議 2023年12月号 「CM・Web広告からファンマーケティングへユニーク視聴者数10万人突破のYouTube」（2023年11月1日）[17]

### ゲストランナー
- Beyond2023　ゲストランナー[18]